# Barbárok

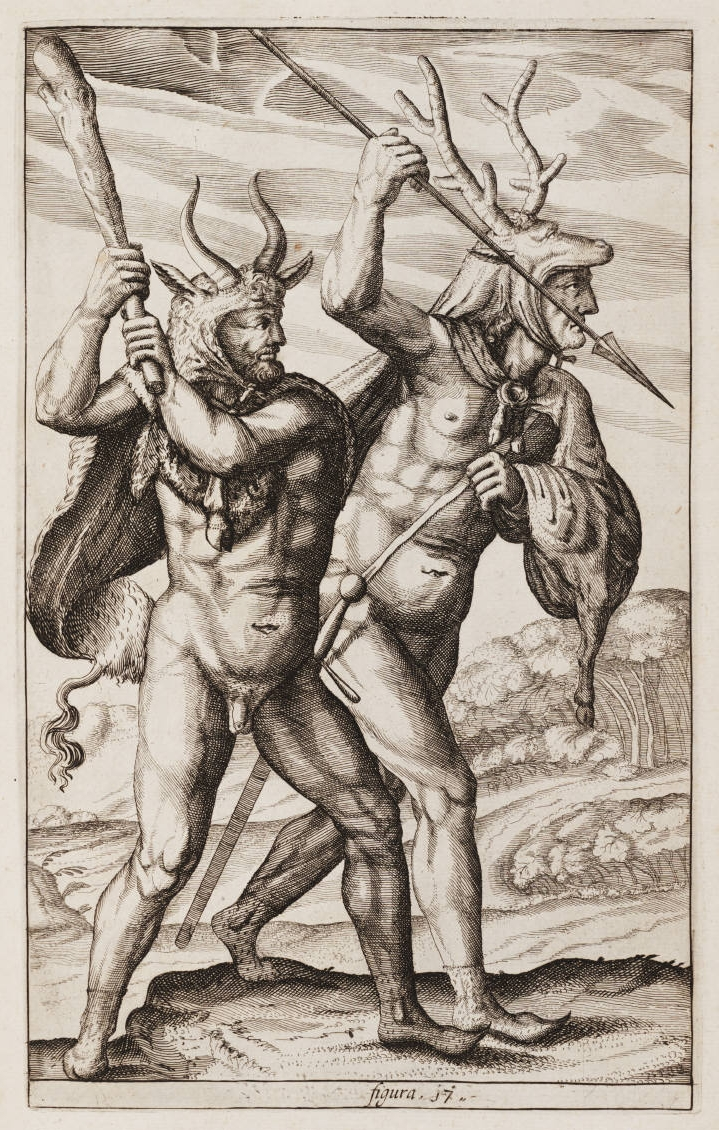
Barbár harcosokat ábrázoló rajz Philipp Clüver műve Germania Antiqua (1616).

A barbárok koronként változó, de többnyire pejoratív stílusértékű kifejezésével az ókortól napjainkig folyamatosan árnyalódó jelentéstartalommal a saját kultúrától idegen, esetleg műveletlen, bárdolatlan népelemeket, közösségeket írják le.
Az ókori időkben még az Európában kalandozó népekre használt fogalom volt. Az irodalmi alkotásokban és a filmművészetben is lehet találkozni a kifejezéssel. Barbárok címen Móricz Zsigmond írt novellát, Makszim Gorkij drámát és Barbárok egy Zsurzs Éva rendezésében készített film neve is.

## Ókori barbár népek
Eredetileg az ókori Görögországban jelölték barbarosz (βάρβαρος) kifejezéssel a nem görögöket. A szó feltehetőleg a dadogó, érthetetlenül beszélő kifejezésből ered, s aki nem volt hellén, azt barbárnak tekintették. Egyes népekkel azonban kivételt tettek, így a Nagy Sándor korabeli makedónokat és a rómaiakat sem tekintették barbárnak.
A barbárok a régi görög felfogás szerint idegen nyelvű népek, de a perzsák ellen vívott szabadságharctól kezdve a szónak megvető értelme is volt, jelezve a durvaságot, a kegyetlenséget, a műveletlenséget.
A rómaiaknál az ókori barbár típusok köre más jelentést nyert, minthogy hódításaik révén találkoztak olyan barbár népekkel, akiket a görögök nem ismerhettek. Így lehetnek barbárok a kelták, a germánok de a hunok is.